# 掃管軍營

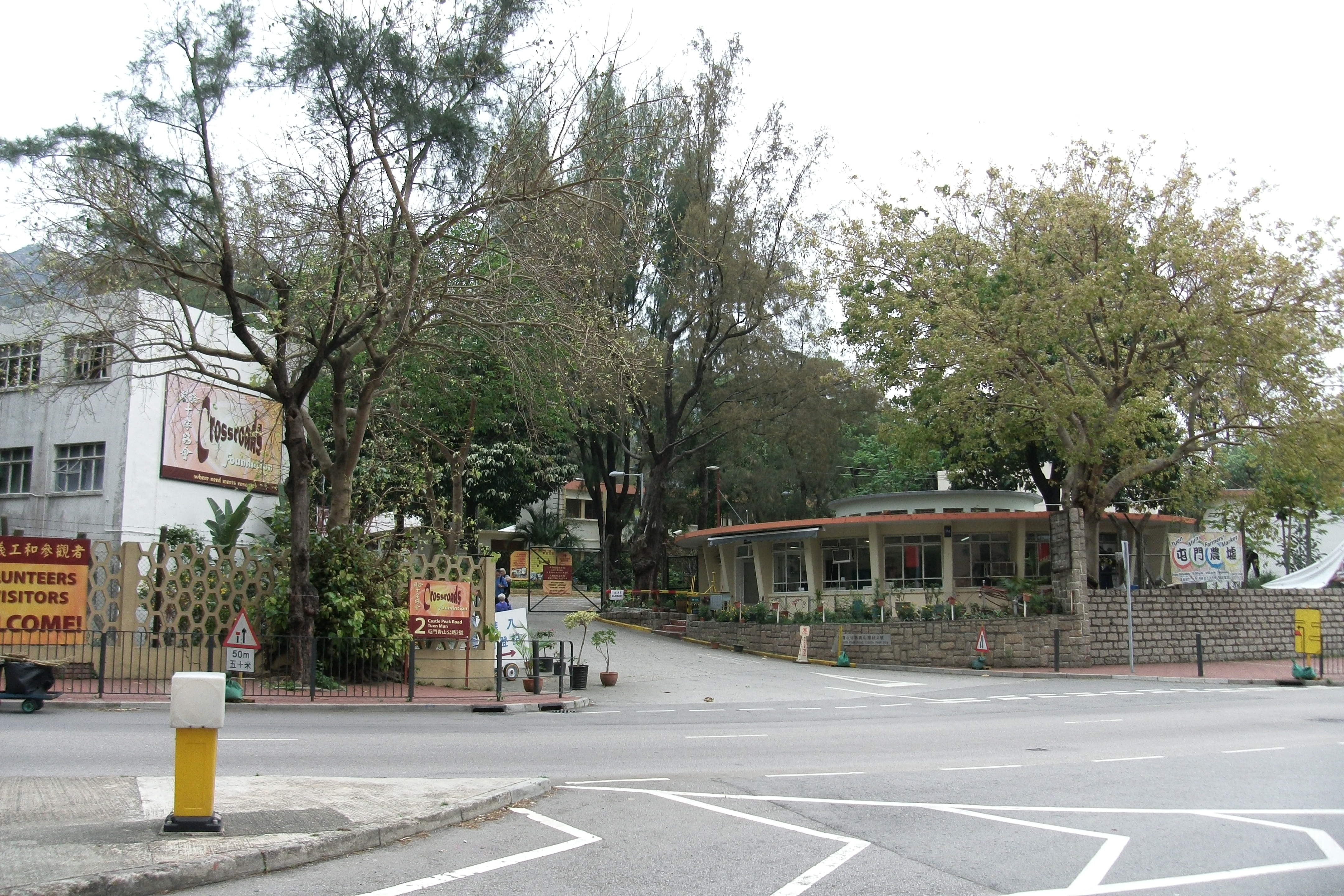
青山公路大門

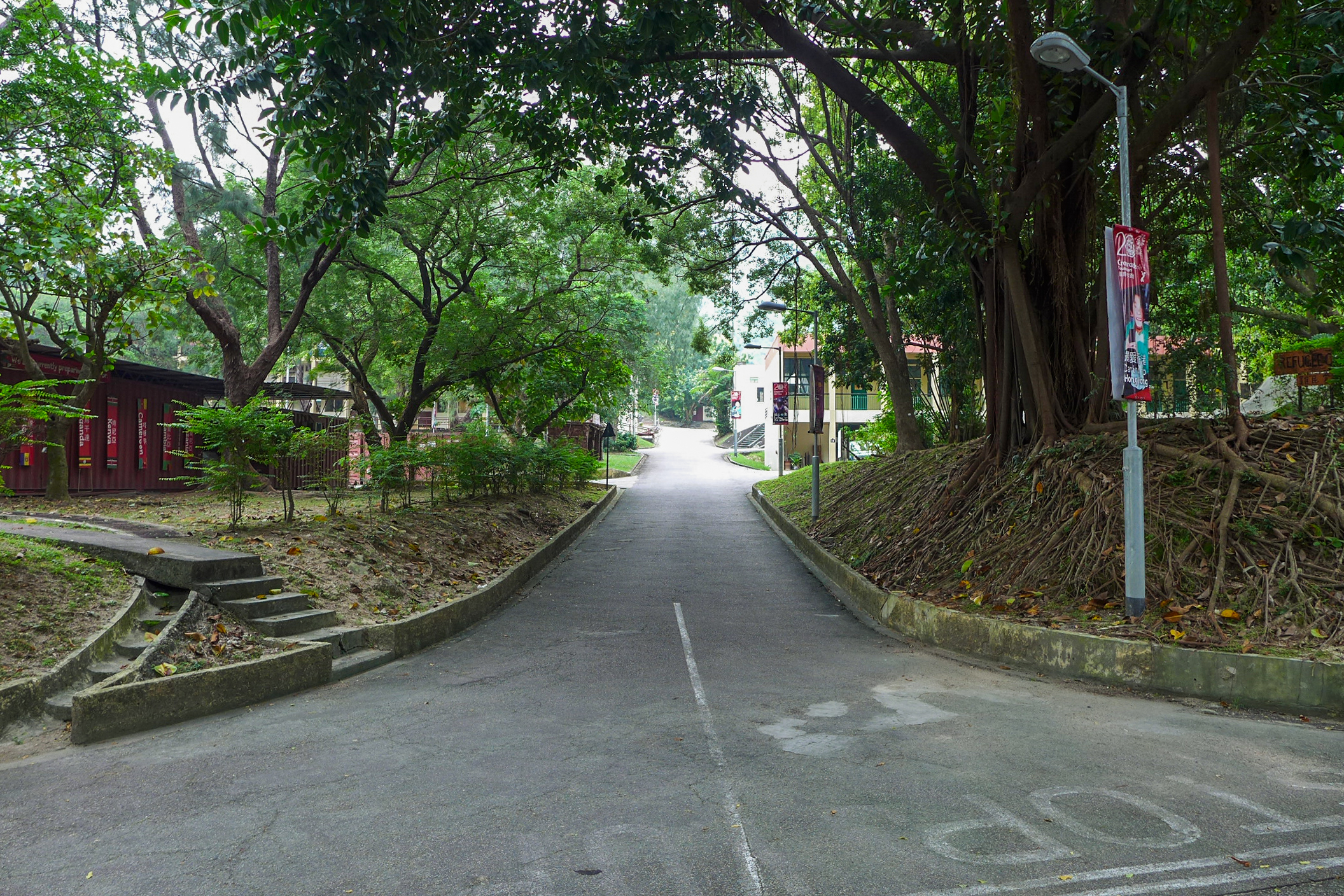
軍營一角

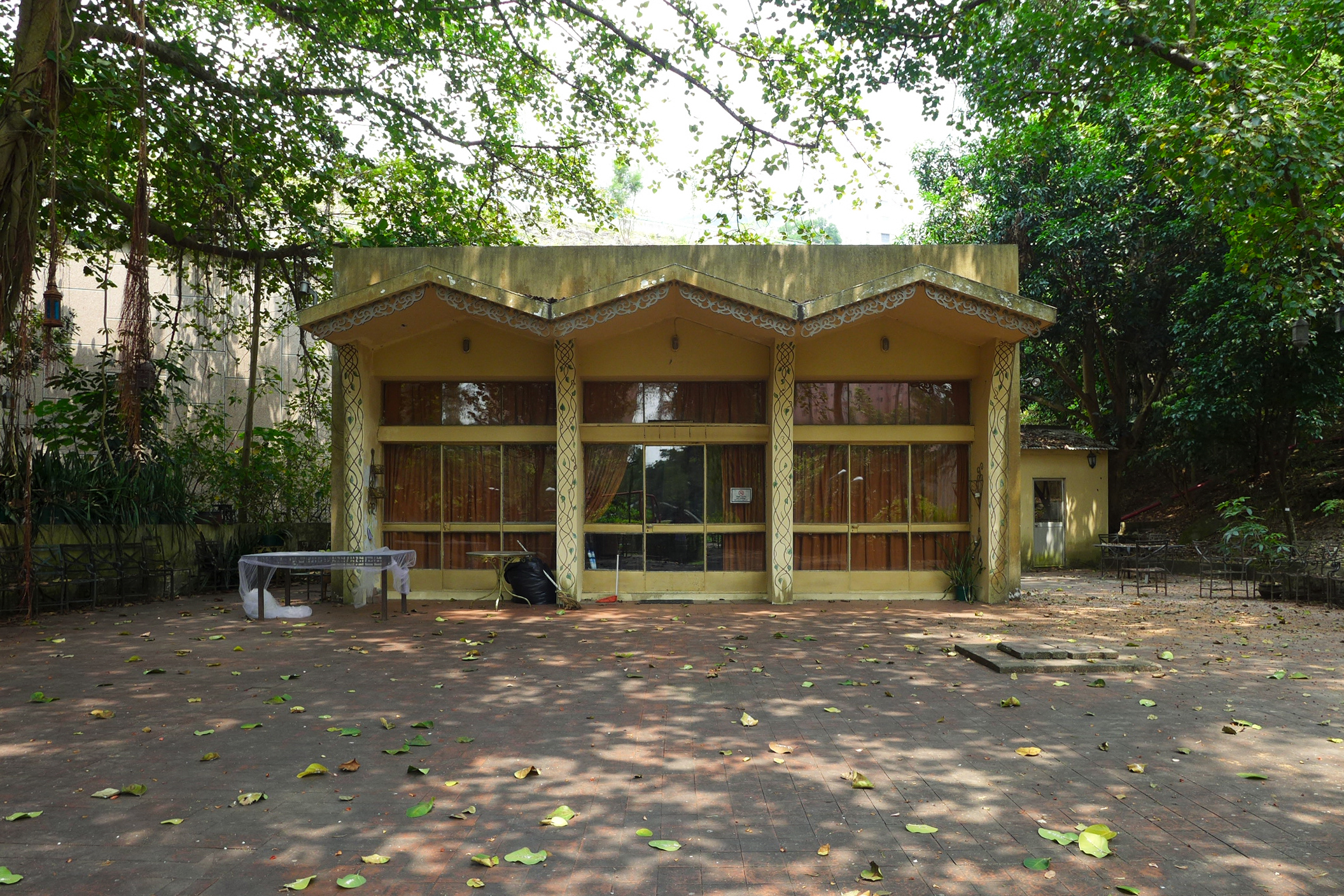
啹喀廟已被古諮會列為三級歷史建築

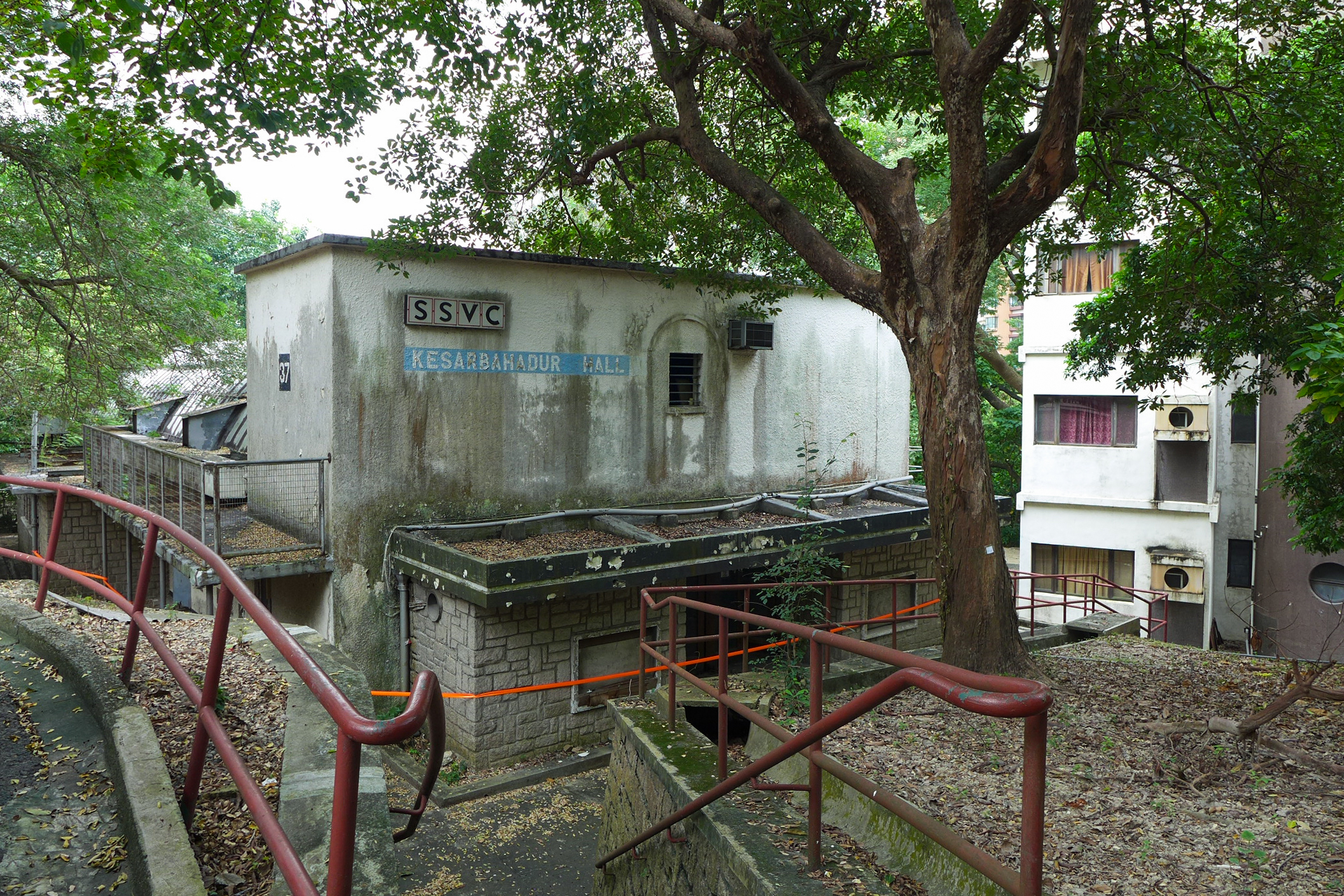
前寶龍軍營 Kesarbahadur Hall 亦被古諮會列為三級歷史建築

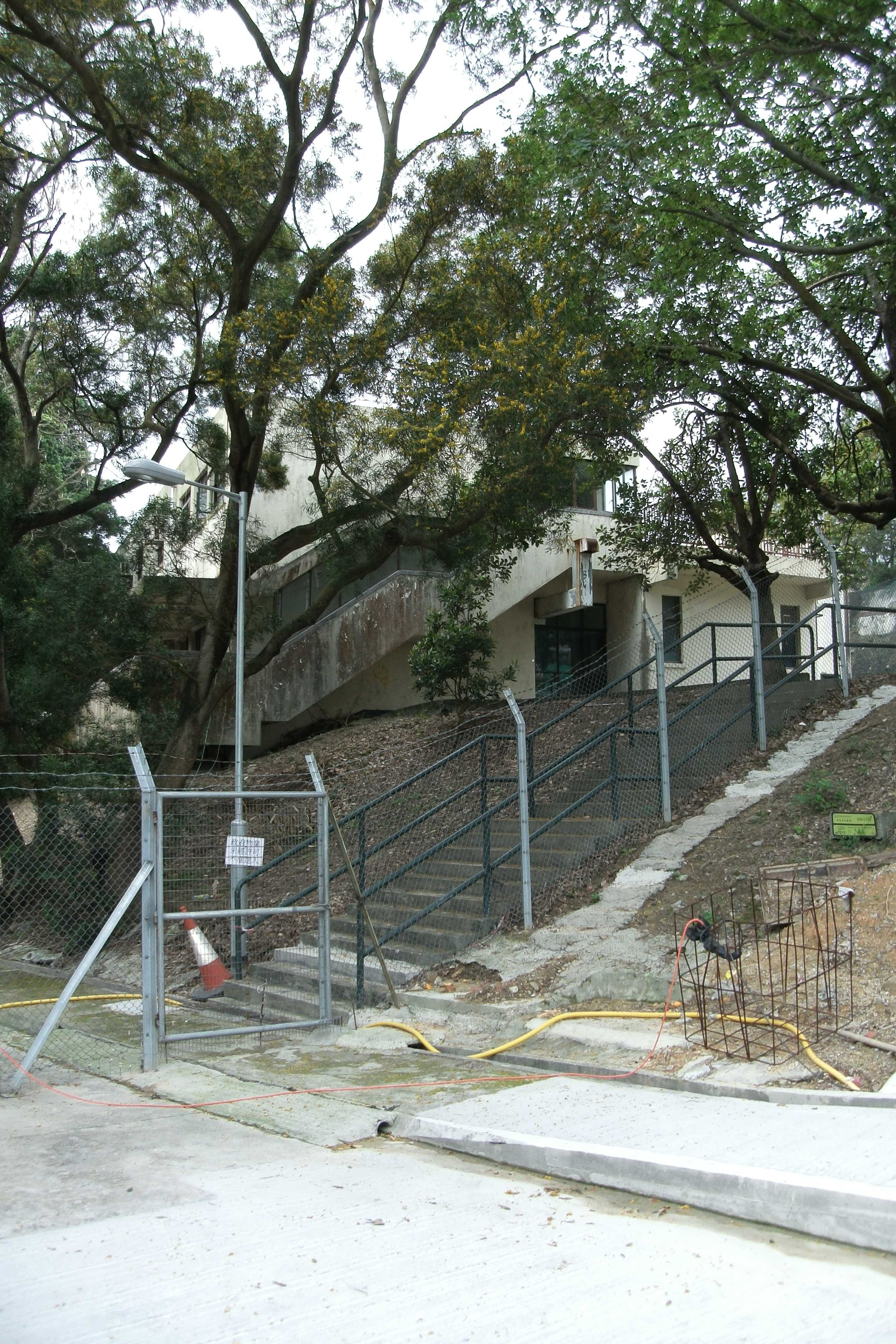
北面通往南面的道路，在2013年時已封閉

掃管軍營（英語：Perowne Camp，又名寶隆軍營或寶龍軍營），毗連歌頓軍營（Gordon Hard，即「下掃管軍營」），是香港一座停止運作的軍營；現時該處為國際十字路會會址和住宅帝御金灣。

## 歷史
掃管軍營原來範圍包括新界屯門區青山公路掃管笏近香港黃金海岸至九逕山山腰的引水道，由女皇直屬啹喀工程兵團（Queen's Gurkha Engineers）駐守，主建築上有偌大的交疊啹喀刀徽號，附設有可供直昇機起降的球場。後因興建屯門公路分為南北兩部份。
軍營於1994年停用並交回香港政府，曾經用作嶺南學院的臨時學生宿舍。屯門公路以北部份曾經是毅行者西面終點站，但現已拆卸，用作興建哈羅香港國際學校及住宅滿名山。

## 圖片庫

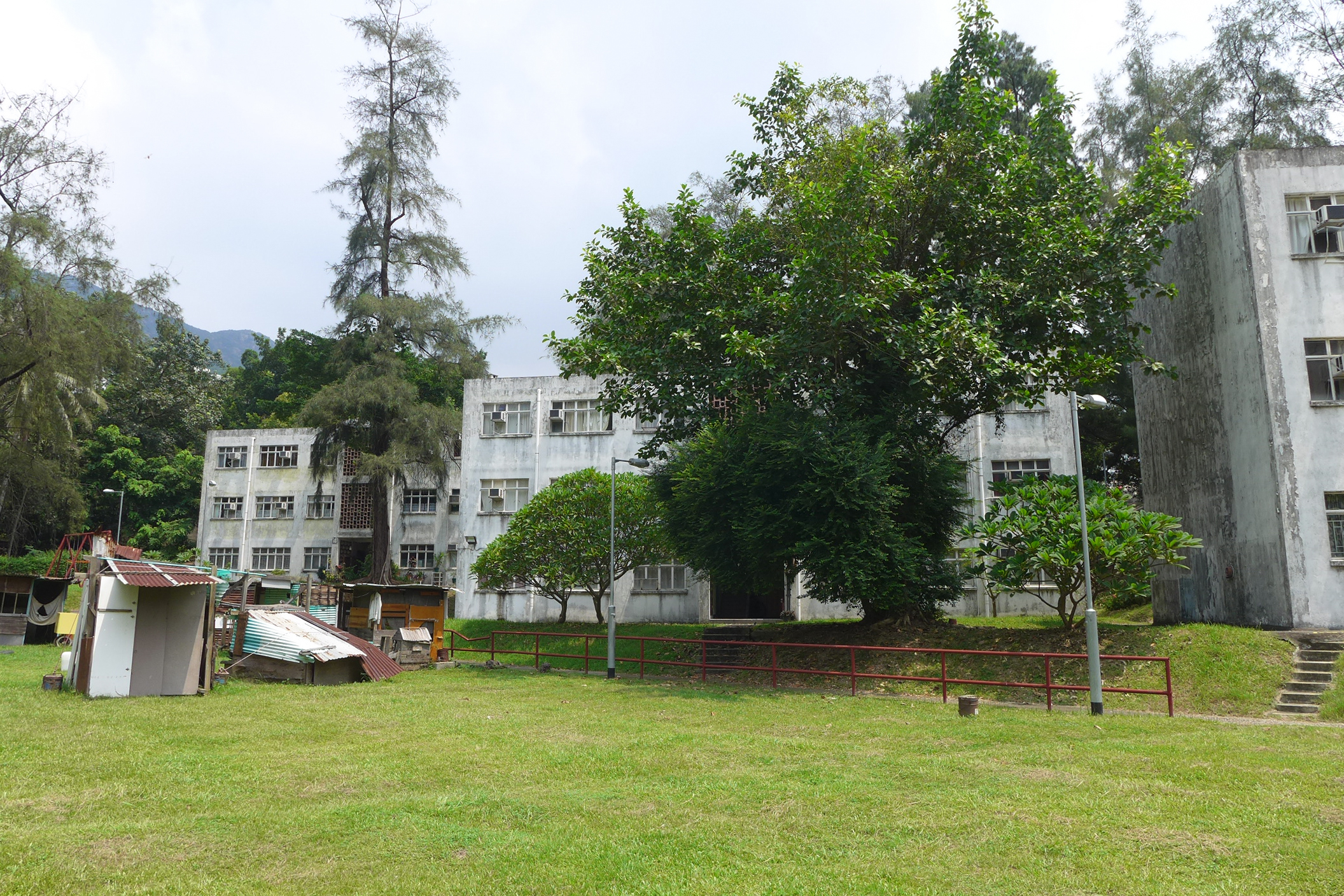
第2至4座
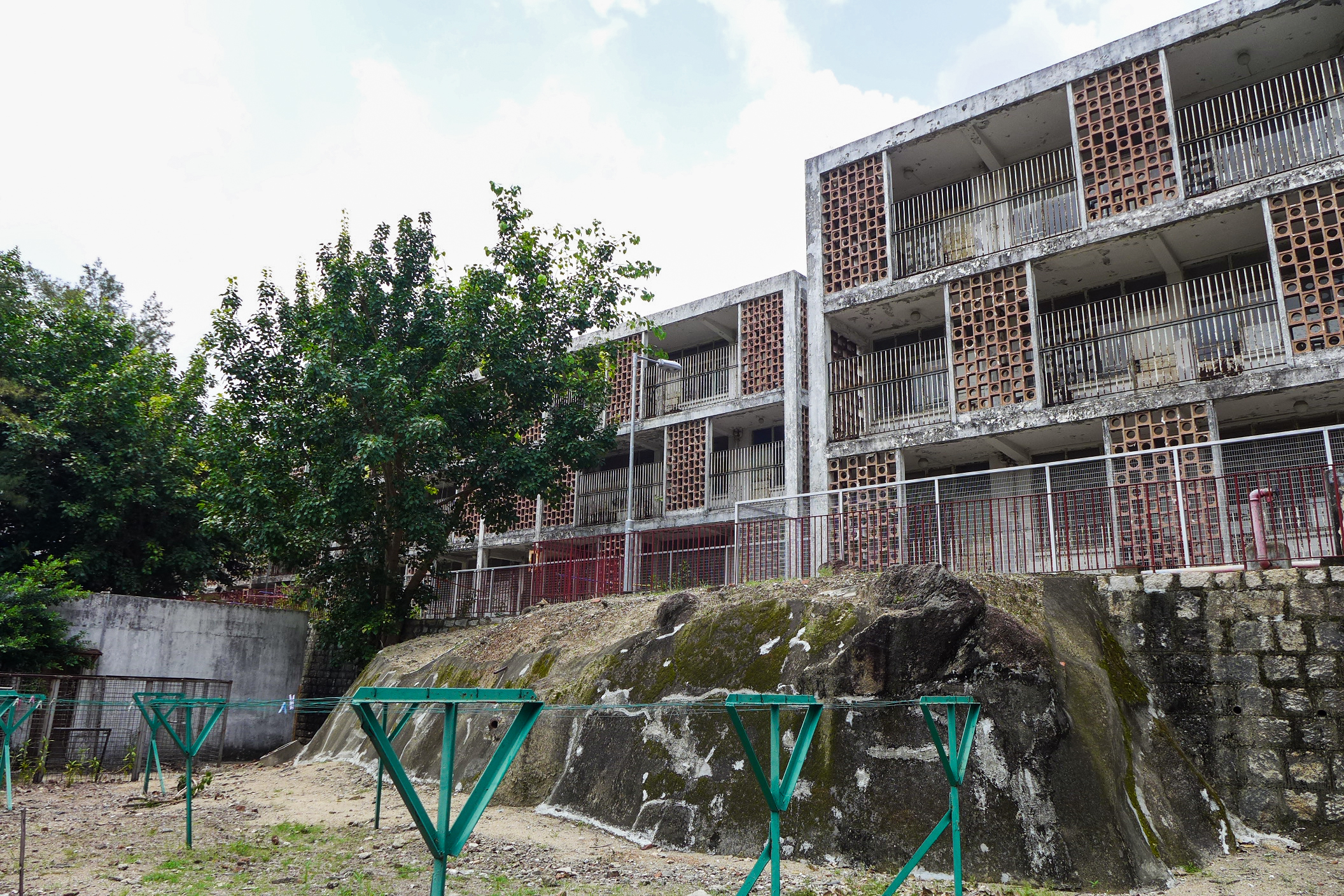
第14及15座宿舍已空置多年
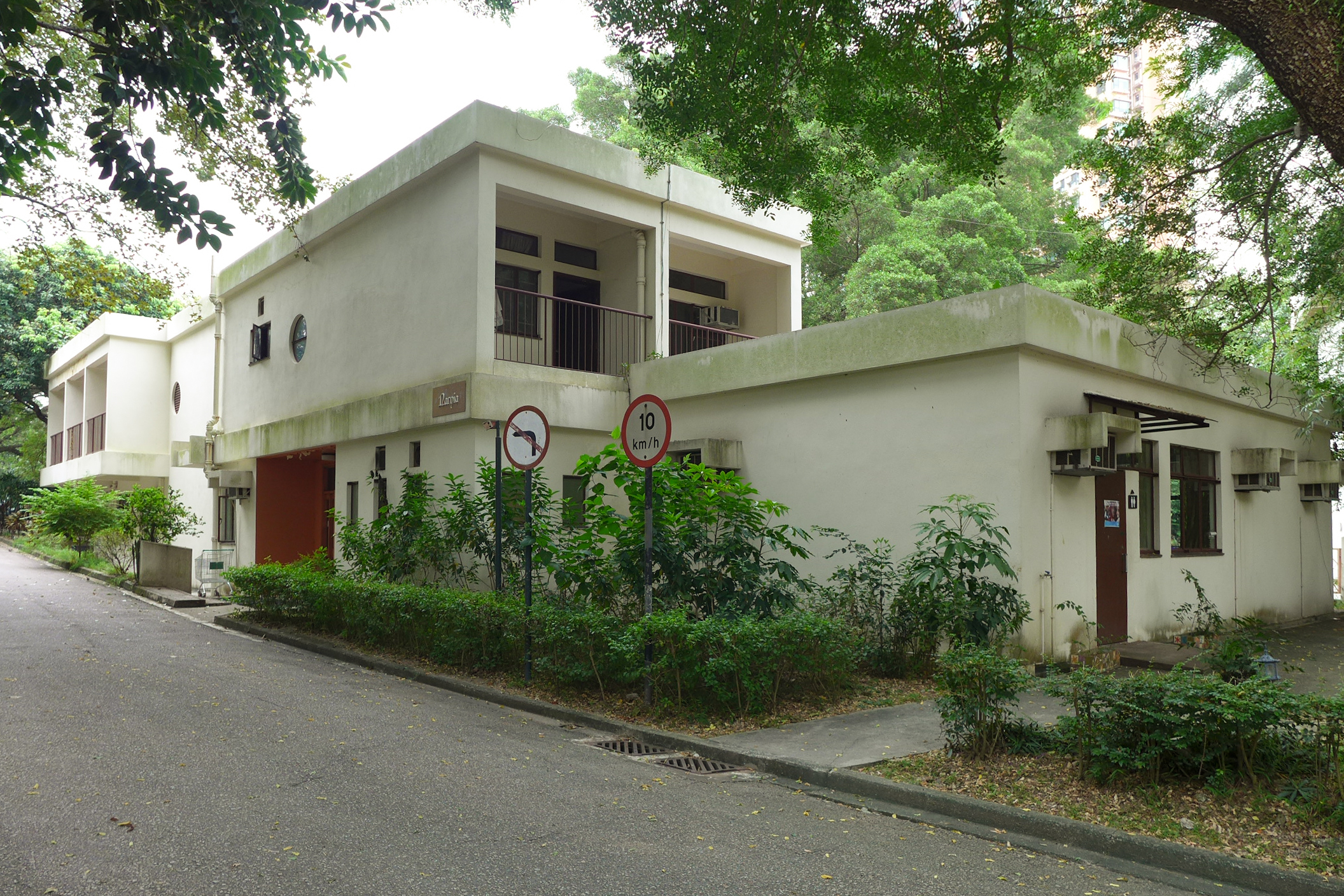
第19座
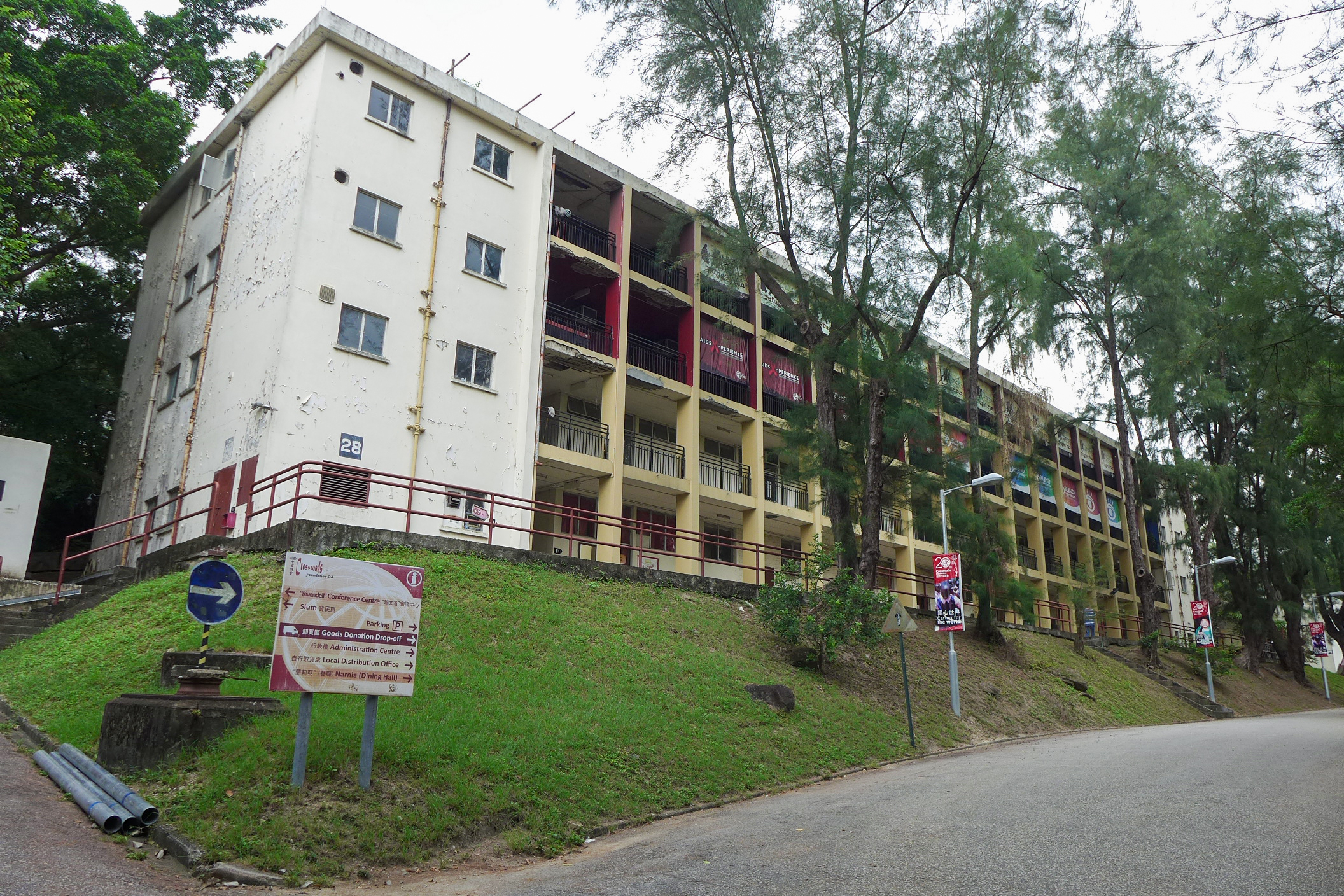
第28座現用作國際十字路會工作室
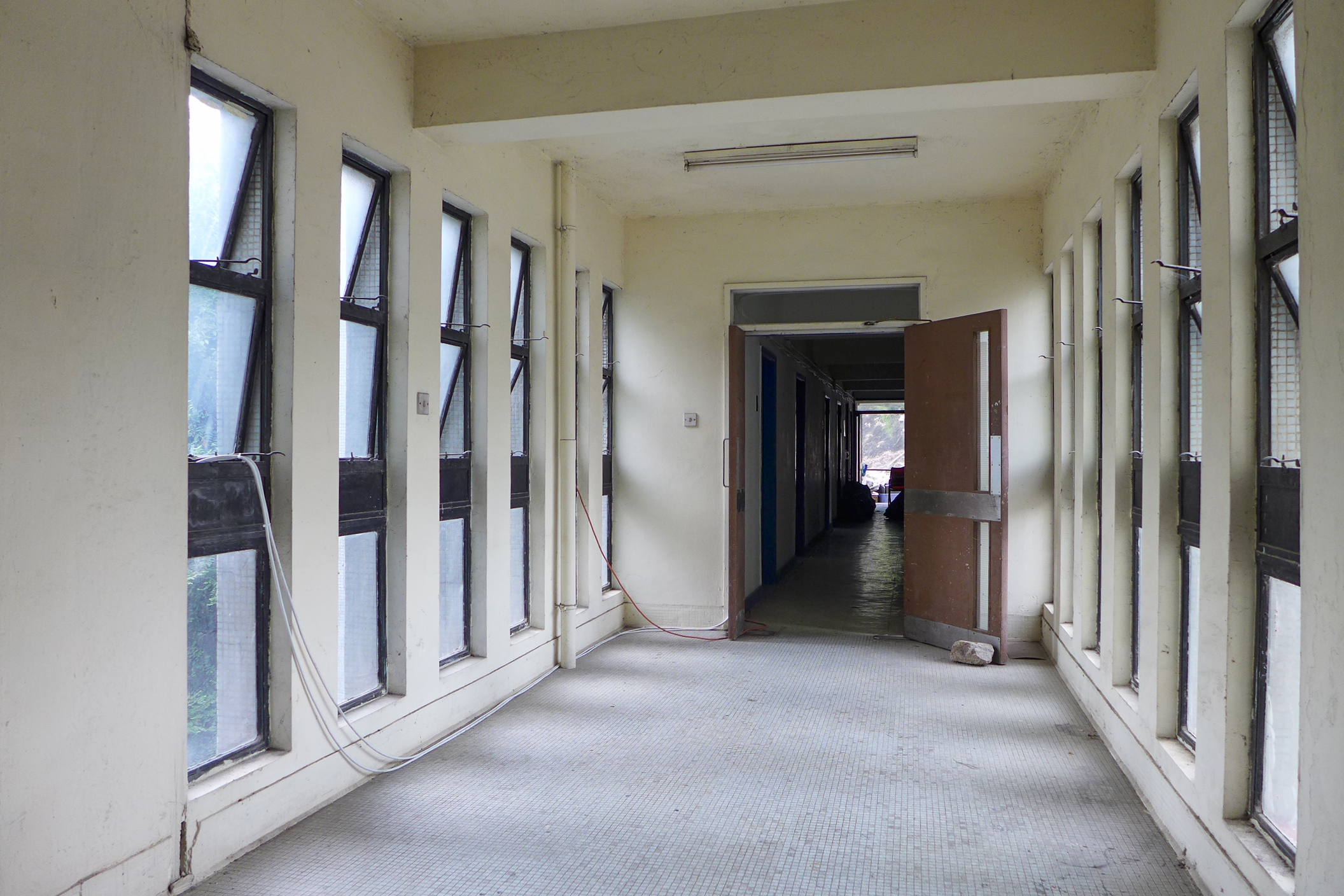
第28座通道
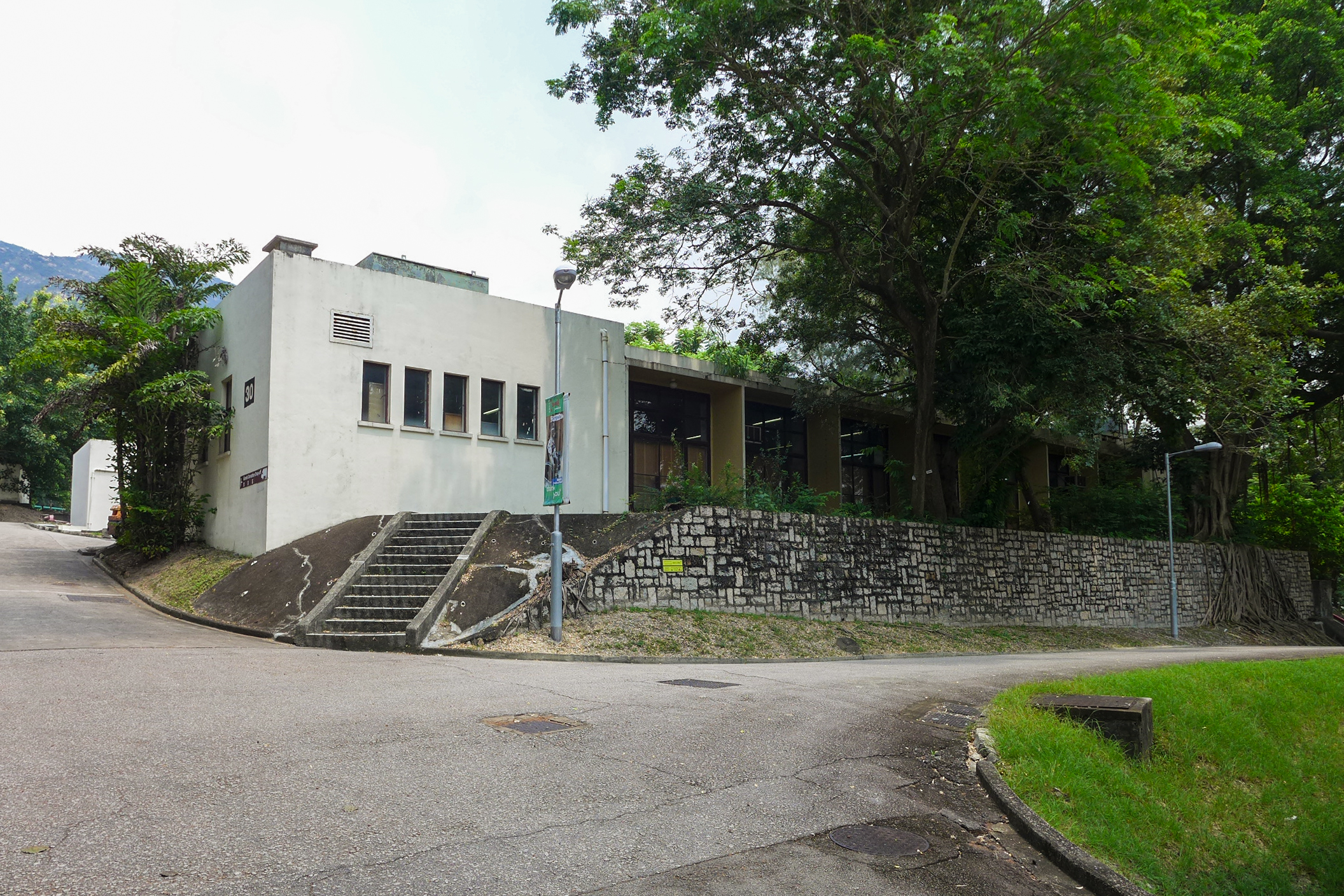
第30座現用作物資倉
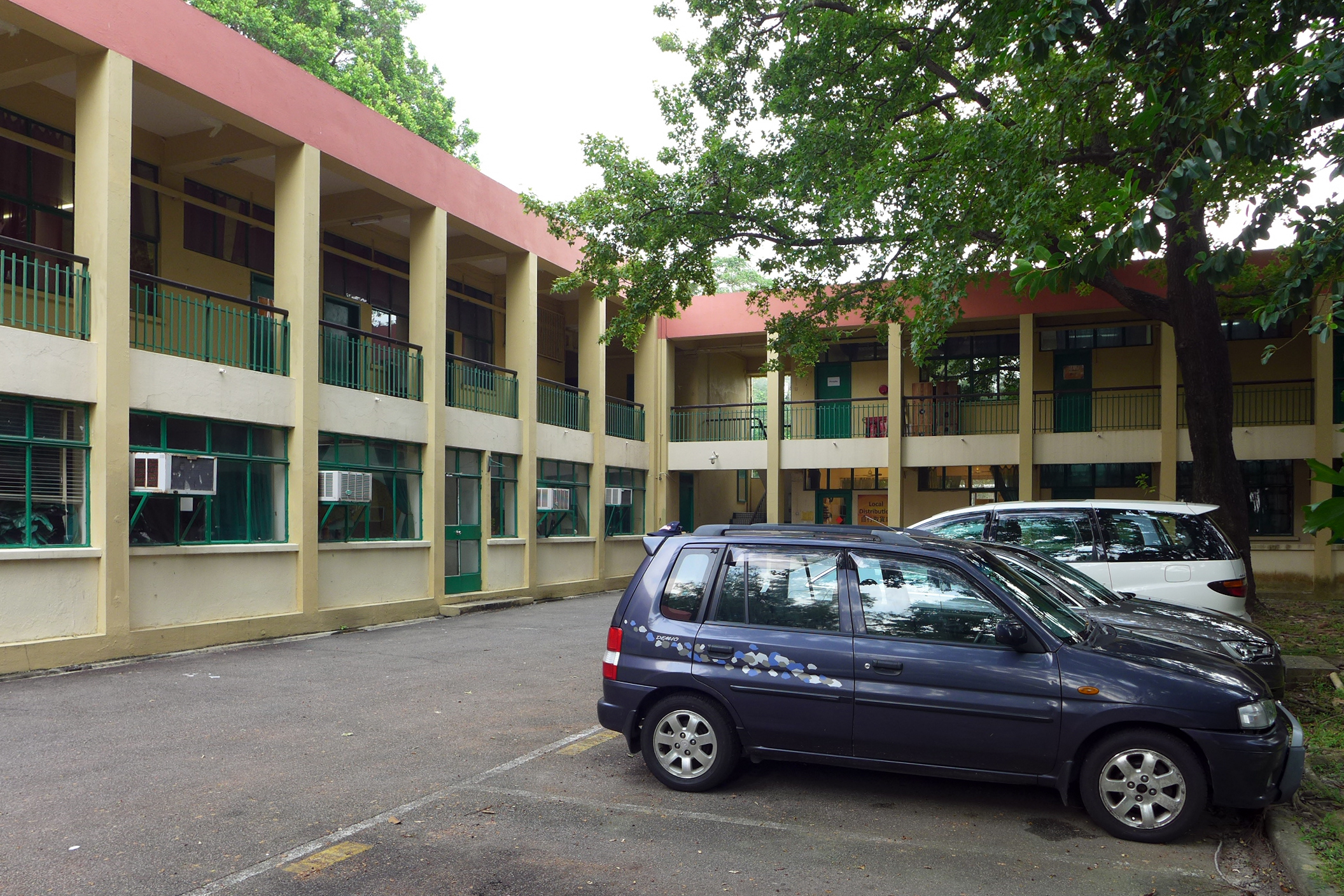
第31座現用作辦公處
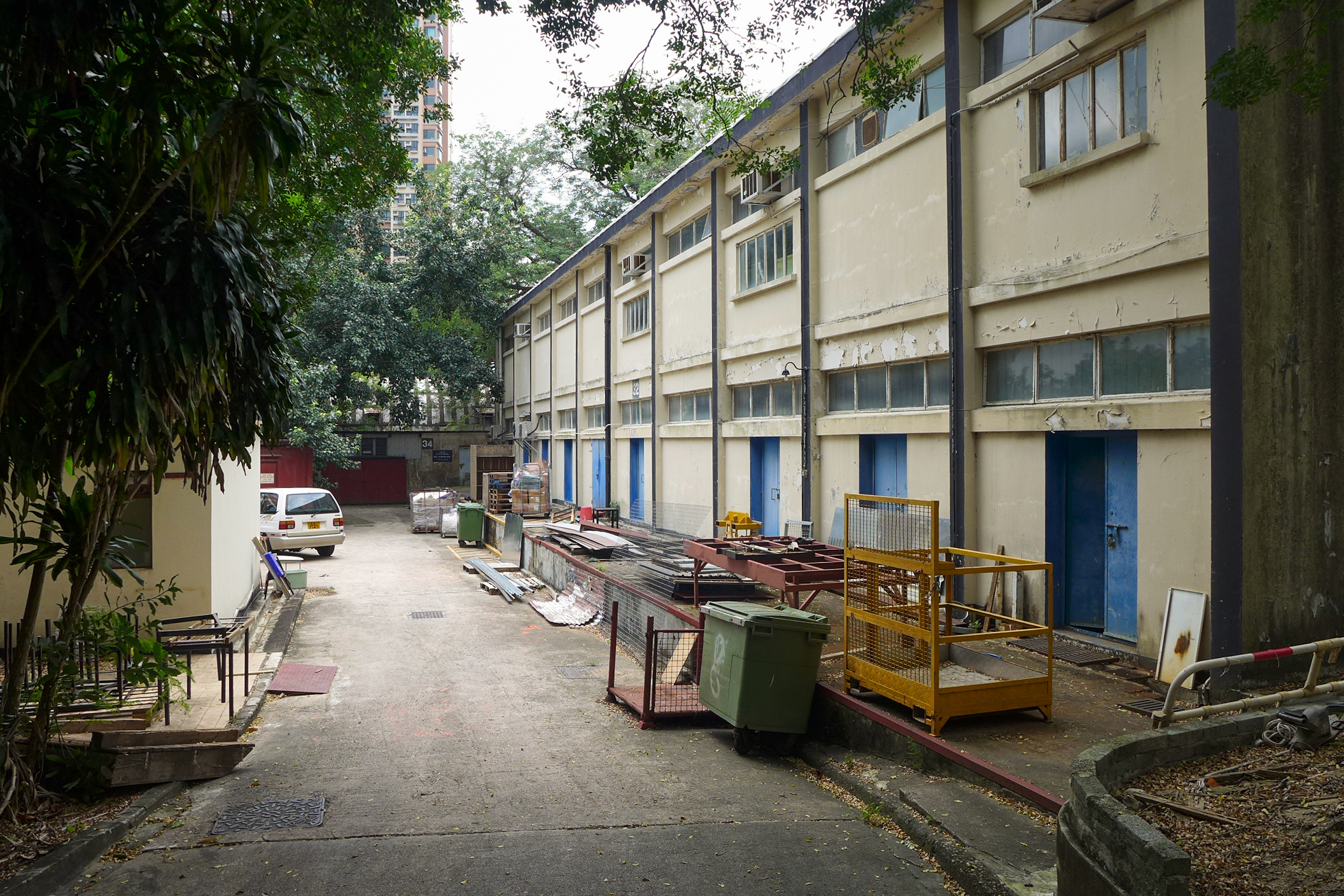
第31座現用作工場
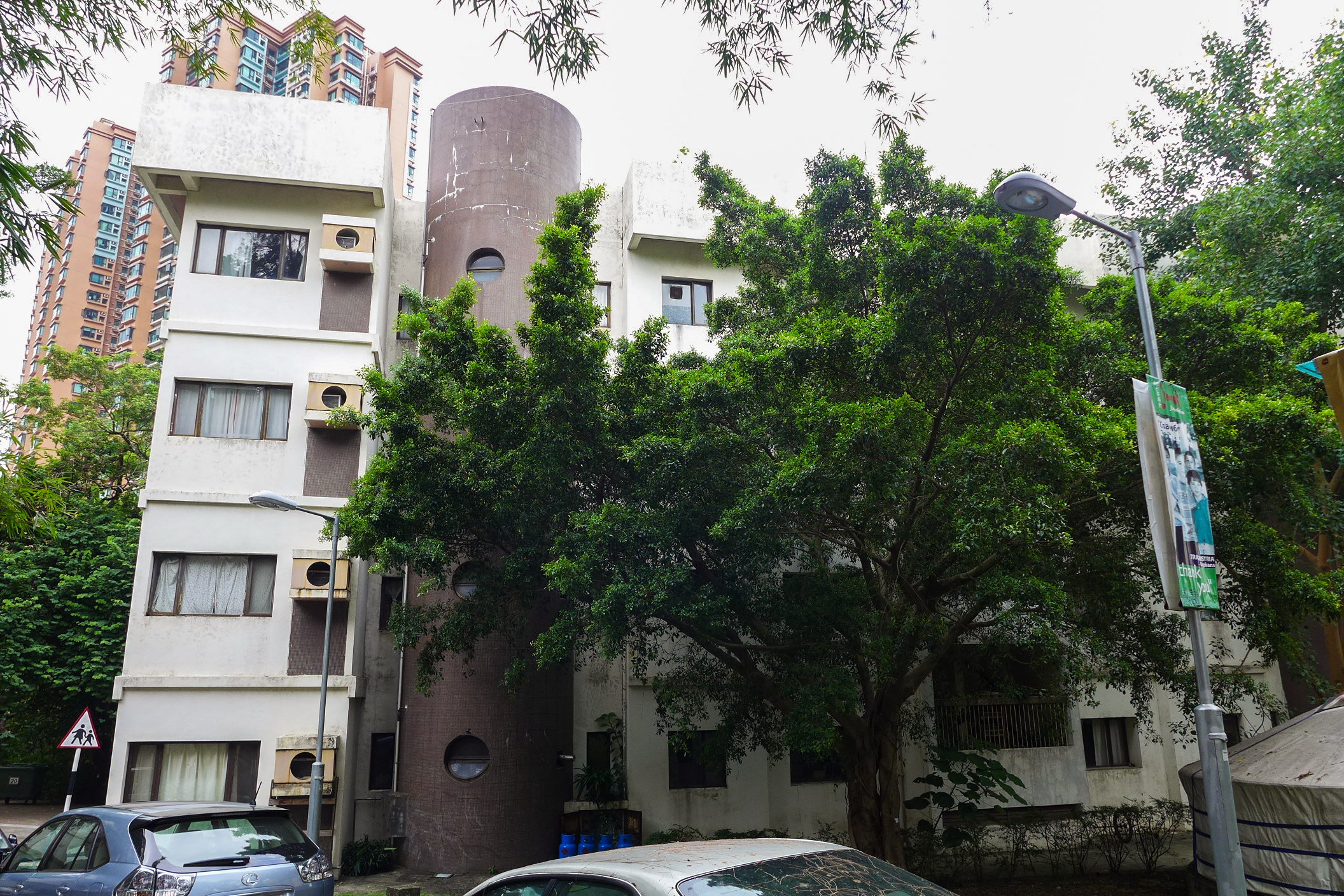
第39座宿舍
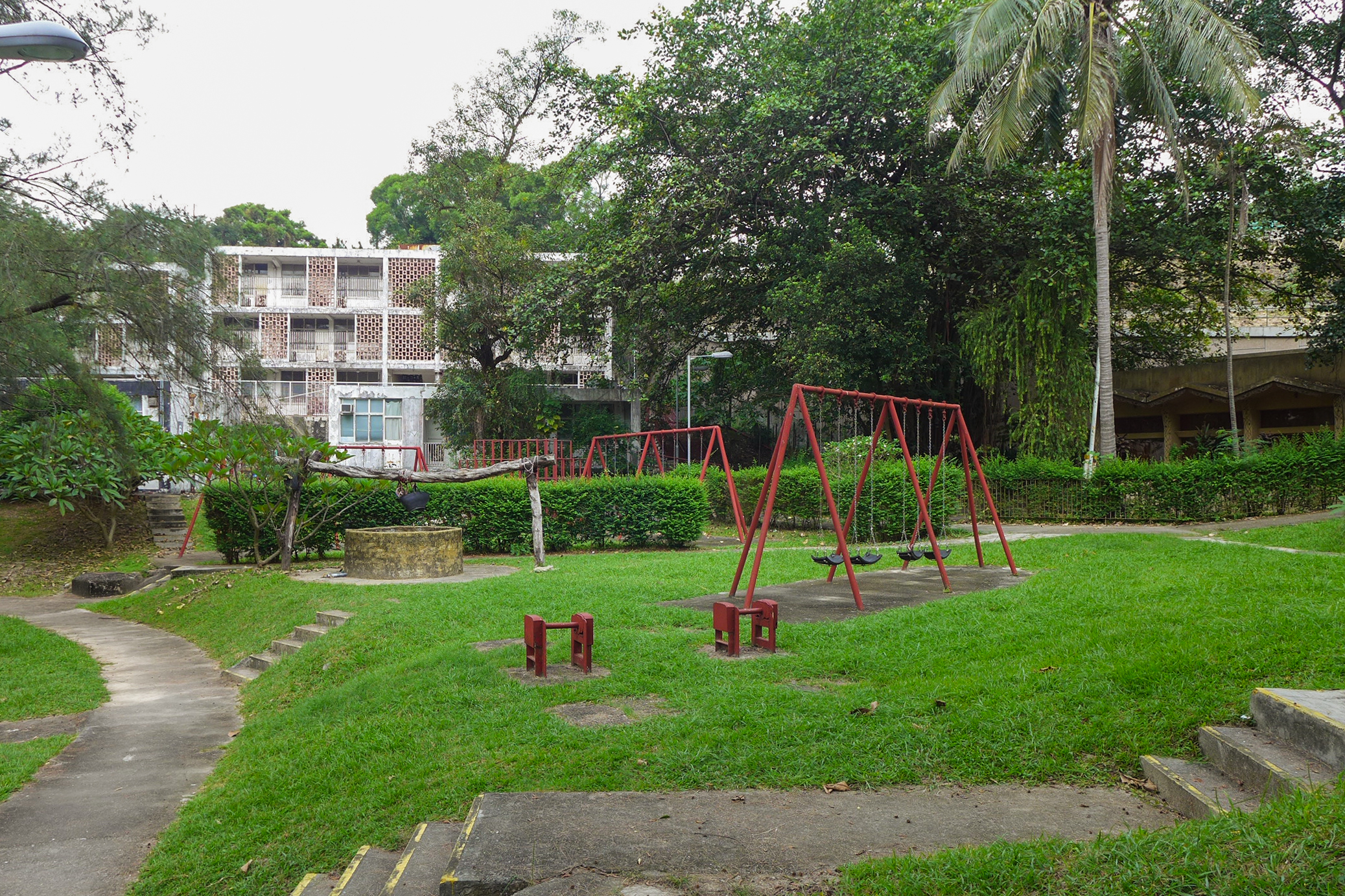
軍營內的兒童遊樂場

## 外部連結
维基共享资源上的相關多媒體資源：掃管軍營